# Oeonistis entelliola
Oeonistis entelliola là một loài bướm đêm thuộc phân họ Arctiinae, họ Erebidae.